# Scoparia lychnophanes
Scoparia lychnophanes là một loài bướm đêm trong họ Crambidae.